# Sân vận động George V
Sân vận động George V mới là một sân vận động bóng đá ở Curepipe, Mauritius. Sân vận động có sức chứa 6.500 người.

## Lịch sử
Việc xây dựng Sân vận động George V bắt đầu vào năm 1954 và sân vận động đã được khánh thành vào năm 1955. Vào tháng 11 năm 2002, sân vận động cũ bị phá bỏ và sân vận động mới được mở cửa trở lại vào tháng 8 năm 2003 và sân được đổi tên thành Sân vận động George V mới. Sân được sử dụng trong Đại hội Thể thao Đảo Ấn Độ Dương 2003 và là sân nhà của đội tuyển quốc gia kể từ đó. Tuy nhiên, một số trận đấu cũng được diễn ra trên Sân vận động Anjalay.